# SV VESTA
SV VESTA is een voetbalclub uit Curaçao die werd opgericht op 30 juni 1948. De vereniging is gevestigd in Willemstad.